# 哈达站 (地铁)
哈达站是哈尔滨地铁1号线的地铁车站，位于中国黑龙江省哈尔滨市南岗区学府路与规划绥化路交叉口，临近哈达村，于2013年9月26日开通。

## 车站结构
哈达站沿学府路地下南北向设置，车站全长249.206米，为地下两层框架结构岛式站台车站。车站地下一层为站厅层，地下二层为站台层。车站南侧设有出入段线连接哈南停车场。
| 地面              | 出入口 | 1-3出入口 |
| 地下一层          | 站厅   | 客服中心、自动售票机、验票机                                                                                          |
| 地下二层          | 站台层 | \| \| \| █ 1号线往新疆大街（哈尔滨南站） \| \| 島式 · 開左邊车门 \| \| \| \| \| \| █ 1号线往哈尔滨东站（医大二院） \| |
|                   |        | █ 1号线往新疆大街（哈尔滨南站）                                                                                       |
| 島式 · 開左邊车门 |        | |
|                   |        | █ 1号线往哈尔滨东站（医大二院）                                                                                       |

## 车站出口
哈达站共设3个出口，各出口及周围设施如下所示：
| 编号                | 建议前往的目的地                       | 照片 | 无障碍设施 |
| ------------------- | -------------------------------------- | ---- | ---------- |
| 1 · 出口 · （设有） | 学府路，哈达村，黑龙江省税务干部学校   |      |            |
| 2 · 出口            | 学府路，哈尔滨职业技术学院（学府院区） |      | 不適用     |
| 3 · 出口            | 学府路，黑龙江省农业科学院             |      | 不適用     |
| 图例： 设有         |                                        |      |            |

## 接驳交通

### 公交车
| 机电工程学校              | 机电工程学校             | 机电工程学校 | 机电工程学校         | 机电工程学校       |
| 编号                      | 路线                     | 路线         | 路线                 | 备注               |
| ------------------------- | ------------------------ | ------------ | -------------------- | ------------------ |
| 68                        | 糖业研究所               | ⇆            | 长江路（南直路路口） |                    |
| 69                        | 石化公司                 | ⇆            | 跃兴街公交首末站     |                    |
| 98                        | 红星家园                 | ⇆            | 黑龙江大学           |                    |
| 104                       | 糖业研究所               | ⇆            | 太平桥               |                    |
| 106                       | 跃兴街公交首末站         | ⇆            | 滨江新城公交首末站   |                    |
| 114                       | 糖业研究所               | ⇆            | 承德广场             |                    |
| 218                       | 四方台                   | ⇆            | 学院新城             |                    |
| 220                       | 普惠大道（哈南五路路口） | ⇆            | 哈尔滨音乐厅         |                    |
| 343                       | 平房火车站               | ⇆            | 哈站（铁路街）       | 部分班次为大站快线 |
| 369                       | 建国村                   | ⇆            | 国润家饰城           | 原 郊4             |
| 369五一村支线             | 五一村                   | ⇆            | 国润家饰城           |                    |
| 369房身沟支线68房身沟支线 | 房身沟                   | ⇆            | 国润家饰城           | 定时班车           |
| 夜104                     | 糖业研究所               | ⇆            | 太平桥               |                    |

## 车站历史
本站建设时期工程名为农科院站，开通前更名为哈达站。
- 2009年8月8日，车站开工。
- 2010年10月19日，车站主体结构封顶[2]。
- 2013年9月26日，随1号线一二期工程通车一同开通[1]。
- 2022年
  - 4月20日，受新冠疫情影响，车站暂停运营[4]。5月7日，车站恢复运营[5]。
  - 10月3日，受新冠疫情影响，车站暂停运营[6]。10月18日，车站恢复运营[7]。
  - 11月28日，受新冠疫情影响，车站暂停运营[8]。12月8日，车站恢复运营[9]。